# Steatoda livens
Steatoda livens är en spindelart som först beskrevs av Simon 1894.  Steatoda livens ingår i släktet vaxspindlar, och familjen klotspindlar.
Artens utbredningsområde är Tasmanien. Inga underarter finns listade i Catalogue of Life.